# Amblysellus dorsti
Amblysellus dorsti är en insektsart som beskrevs av Paul W. Oman 1940. Amblysellus dorsti ingår i släktet Amblysellus och familjen dvärgstritar. Inga underarter finns listade i Catalogue of Life.